# Hal Millar
Hal Millar (* 10. Juni 1913 in Los Angeles, Kalifornien; † 12. August 1991) war ein US-amerikanischer Szenenbildner und Filmtechniker, der sich insbesondere auf visuelle Effekte und Spezialeffekte spezialisiert hatte und bei der Oscarverleihung 1969 für Eisstation Zebra für den Oscar für die besten visuellen Effekte nominiert war.

## Leben
Hal Millar war bereits seit Ende der 1930er Jahre ohne besondere namentliche Erwähnung (uncredited) als Filmtechniker für visuelle Effekte und Spezialeffekte an Filmproduktionen wie Der Zauberer von Oz (1939) von Victor Fleming mit Judy Garland und Frank Morgan, aber auch als Szenenbildner an Brustbild bitte! (Watch the Birdie) von Jack Donohue mit Red Skelton, Arlene Dahl und Ann Miller.
Bei der Oscarverleihung 1969 war er zusammen mit J. McMillan Johnson für Eisstation Zebra für den Oscar für die besten visuellen Effekte nominiert. Er arbeitete zudem an den Spezialeffekten für Frankenstein Junior (1974) und It Happened One Christmas (1977) mit.

## Auszeichnungen
Oscar
- 1969: Nominierung in der Kategorie Oscar für die besten visuellen Effekte für Eisstation Zebra

## Filmografie (Auswahl)
- 1974: Die Superschnüffler (Alternativtitel: Der Superschnüffler)
- 1975: Hey, I’m Alive (Fernsehfilm)
- 1978: Ich glaub’, mich tritt ein Pferd